# Handball-DDR-Oberliga (Männer) 1979/80
Mit der Handball-DDR-Oberliga der Männer 1979/80, der höchsten Spielklasse im Hallenhandball der DDR, wurde zum 30. Mal der DDR-Meister ermittelt.

## Saisonverlauf
Nach einem Kopf-an-Kopf-Rennen mit dem SC Empor Rostock wurde der SC Magdeburg nach 1970 und 1977 zum dritten Mal DDR-Meister, während der Titelverteidiger SC Leipzig nur Platz vier erreichte. Die Oberligasaison 1979/80 wurde mit zehn Mannschaften in einer Doppelrunde mit Hin- und Rückspielen ausgetragen. Sie begann am 15. September 1979 und wurde mit dem 20. Spieltag am 17. Februar 1980 abgeschlossen. Während sich die BSG Post Schwerin als beste Betriebssportgemeinschaft auf dem fünften Rang platzieren konnte, landete der dreimalige Meister SC Dynamo Berlin nur auf Platz sieben. Er lag damit noch einen Rang hinter dem Aufsteiger SG Dynamo Halle-Neustadt. Der zweite Neuling BSG Rotation Prenzlauer Berg aus Ost-Berlin wurde Tabellenletzter und musste wieder absteigen. 

## Abschlusstabelle
| Pl. | Mannschaft                         | Sp | S  | U | N  | Tore    | Punkte |
| 1   | SC Magdeburg                       | 18 | 13 | 3 | 2  | 470:377 | 29:07  |
| 2.  | SC Empor Rostock                   | 18 | 14 | 1 | 3  | 385:311 | 29:07  |
| 3.  | ASK Vorwärts Frankfurt             | 18 | 12 | 2 | 4  | 388:324 | 26:10  |
| 4.  | SC Leipzig (M)                     | 18 | 11 | 0 | 7  | 367:335 | 22:14  |
| 5.  | BSG Post Schwerin                  | 18 | 8  | 4 | 6  | 345:344 | 20:16  |
| 6.  | SG Dynamo Halle-Neustadt (N)       | 18 | 7  | 3 | 8  | 333:354 | 17:19  |
| 7.  | SC Dynamo Berlin                   | 18 | 6  | 4 | 8  | 342:345 | 16:20  |
| 8.  | BSG Wismut Aue                     | 18 | 4  | 2 | 12 | 333:385 | 10:26  |
| 9.  | BSG Motor Eisenach (A)             | 18 | 3  | 2 | 12 | 366:440 | 08:28  |
| 10. | BSG Rotation Prenzlauer Berg (N,A) | 18 | 1  | 1 | 16 | 306:420 | 03:33  |

Erläuterungen:
1. ↑  A=Absteiger, M=Vorjahresmeister, N=Neuling

## Meistermannschaft
| SC Magdeburg |
| Tor: Gunar Schimrock, Wieland Schmidt – Feld: Günter Dreibrodt, Ernst Gerlach, Manfred Hoppe, Hartmut Krüger, Helmut Kurrat, Udo Rothe, Ingolf Wiegert Trainer: Klaus Miesner |

## Statistik
Die zehn Mannschaften bestritten insgesamt 90 Spiele und warfen 3.635 Tore, rund 40 Treffer pro Begegnung. Mit 470 Toren war Meister SC Magdeburg die treffsicherste Mannschaft, erfolgreichster Torschütze war Peter Larisch von Post Schwerin mit 140 Treffern. 38:18-Sieg des SC Magdeburg über die BSG Rotation Prenzlauer Berg fielen die meisten Tore.